# La Chenalotte
La Chenalotte est une commune française située dans le département du Doubs, la région culturelle et historique de Franche-Comté et la région administrative Bourgogne-Franche-Comté.

## Géographie

### Communes limitrophes
Les communes limitrophes sont  Le Barboux, Le Bizot, Narbief, Noël-Cerneux et Villers-le-Lac.
|              | Le Bizot       | Narbief    |
| Noël-Cerneux | La Chenalotte  | Le Barboux |
|              | Villers-le-Lac |            |

### Géologie et relief
La superficie de la commune est de 4,88 km2 ; son altitude varie de 888  à   1 092 mètres.

### Climat
Pour des articles plus généraux, voir Climat de la Bourgogne-Franche-Comté et Climat du Doubs.
En 2010, le climat de la commune est de type climat de montagne, selon une étude du Centre national de la recherche scientifique s'appuyant sur une série de données couvrant la période 1971-2000. En 2020, Météo-France publie une typologie des climats de la France métropolitaine dans laquelle la commune est exposée à un climat de montagne ou de marges de montagne et est dans la région climatique Jura, caractérisée par une forte pluviométrie en toutes saisons (1 000 à 1 500 mm/an), des hivers rigoureux et un ensoleillement médiocre.
Pour la période 1971-2000, la température annuelle moyenne est de 7 °C, avec une amplitude thermique annuelle de 16,5 °C. Le cumul annuel moyen de précipitations est de 1 476 mm, avec 12,1 jours de précipitations en janvier et 11,6 jours en juillet. Pour la période 1991-2020, la température moyenne annuelle observée sur la station météorologique de Météo-France la plus proche, « Le Russey », sur la commune du Russey à 7 km à vol d'oiseau, est de 7,9 °C et le cumul annuel moyen de précipitations est de 1 667,0 mm. 
La température maximale relevée sur cette station est de 36 °C, atteinte le 25 juillet 2019 ; la température minimale est de −32 °C, atteinte le 9 janvier 1985,,.
Les paramètres climatiques de la commune ont été estimés pour le milieu du siècle (2041-2070) selon différents scénarios d'émission de gaz à effet de serre à partir des nouvelles projections climatiques de référence DRIAS-2020. Ils sont consultables sur un site dédié publié par Météo-France en novembre 2022.

## Urbanisme

### Typologie
Au 1er janvier 2024, La Chenalotte est catégorisée commune rurale à habitat dispersé, selon la nouvelle grille communale de densité à 7 niveaux définie par l'Insee en 2022.
Elle est située hors unité urbaine. Par ailleurs la commune fait partie de l'aire d'attraction de Morteau, dont elle est une commune de la couronne,. Cette aire, qui regroupe 21 communes, est catégorisée dans les aires de moins de 50 000 habitants,.

### Occupation des sols

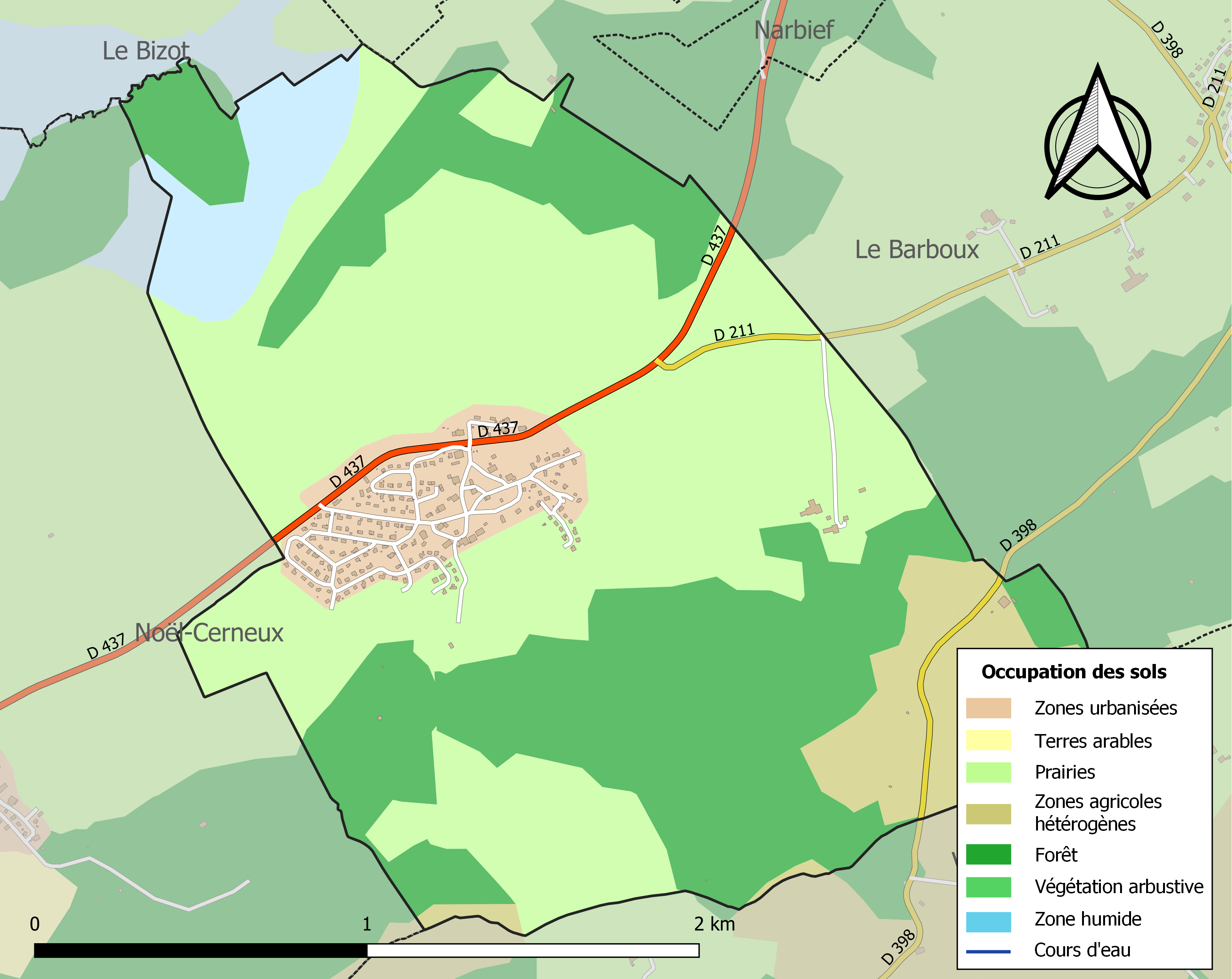
Carte des infrastructures et de l'occupation des sols de la commune en 2018 (CLC).

L'occupation des sols de la commune, telle qu'elle ressort de la base de données européenne d’occupation biophysique des sols Corine Land Cover (CLC), est marquée par l'importance des territoires agricoles (56,7 % en 2018), en diminution par rapport à 1990 (64,4 %). La répartition détaillée en 2018 est la suivante : 
prairies (48,2 %), forêts (31,8 %), zones agricoles hétérogènes (8,4 %), zones urbanisées (6,8 %), zones humides intérieures (4,8 %). L'évolution de l’occupation des sols de la commune et de ses infrastructures peut être observée sur les différentes représentations cartographiques du territoire : la carte de Cassini (XVIIIe siècle), la carte d'état-major (1820-1866) et les cartes ou photos aériennes de l'IGN pour la période actuelle (1950 à aujourd'hui).

## Toponymie
La Chenalotte en 1585, 1610 ; Chenalotte en 1620.
Ce village tire son nom de chenalette ou petit chenal, car le village était traversé par un ruisseau. On peut encore se rendre compte de son tracé les jours de gros orage quand l'eau dévale et se concentre en un ruisseau qui passe près de l'église.
À la vue du fléau, les paroissiens reconnurent leurs torts et, sur leur demande, le vicaire s'adressa à Dieu, exorcisa les sauterelles qui disparurent aussitôt. Mais dans le voisinage, on rit de l'aventure des habitants de la Chenalotte qui furent baptisés du nom de Sauterelles.

## Politique et administration

### Rattachements administratifs et électoraux

#### Rattachements administratifs
La commune se trouve dans l'arrondissement de Montbéliard du département du Doubs.
Elle faisait partie depuis 1801 du canton du Russey. Dans le cadre du redécoupage cantonal de 2014 en France, cette circonscription administrative territoriale a disparu, et le canton n'est plus qu'une circonscription électorale.

#### Rattachements électoraux
Pour les élections départementales, la commune fait partie depuis 2014 du canton de Morteau
Pour l'élection des députés, elle fait partie de la cinquième circonscription du Doubs.

### Intercommunalité
La Chenalotte est membre de la communauté de communes du Plateau du Russey, un établissement public de coopération intercommunale (EPCI) à fiscalité propre créé fin 2001 et auquel la commune a transféré un certain nombre de ses compétences, dans les conditions déterminées par le code général des collectivités territoriales.

### Liste des maires
| Période                                  | Période                        | Identité           | Étiquette | Qualité                    |
| ---------------------------------------- | ------------------------------ | ------------------ | --------- | -------------------------- |
| Les données manquantes sont à compléter. |                                |                    |           |                            |
| 1978                                     | 2008                           | Léon Duquet        |           |                            |
| mars 2008                                | 2014                           | Éric Houser        | DVD       |                            |
| mars 2014                                | mars 2023                      | Brigitte Ligney    | DVG       | Employée Morte en fonction |
| juin 2023                                | En cours (au 30 novembre 2023) | Dimitri Coulouvrat |           | Bibliothécaire             |

## Population et société
Les habitants sont appelés les Sauterelles.[réf. nécessaire]

### Démographie

#### Évolution démographique
L'évolution du nombre d'habitants est connue à travers les recensements de la population effectués dans la commune depuis 1793. Pour les communes de moins de 10 000 habitants, une enquête de recensement portant sur toute la population est réalisée tous les cinq ans, les populations de référence des années intermédiaires étant quant à elles estimées par interpolation ou extrapolation. Pour la commune, le premier recensement exhaustif entrant dans le cadre du nouveau dispositif a été réalisé en 2007.

En 2022, la commune comptait 532 habitants, en évolution de +9,24 % par rapport à 2016 (Doubs : +1,88 %, France hors Mayotte : +2,11 %).
| 1793 | 1800 | 1806 | 1821 | 1831 | 1836 | 1841 | 1846 | 1851 |
| ---- | ---- | ---- | ---- | ---- | ---- | ---- | ---- | ---- |
| 138  | 127  | 127  | 123  | 160  | 162  | 177  | 167  | 159  |

| 1856 | 1861 | 1866 | 1872 | 1876 | 1881 | 1886 | 1891 | 1896 |
| ---- | ---- | ---- | ---- | ---- | ---- | ---- | ---- | ---- |
| 180  | 170  | 159  | 155  | 189  | 196  | 200  | 171  | 158  |

| 1901 | 1906 | 1911 | 1921 | 1926 | 1931 | 1936 | 1946 | 1954 |
| ---- | ---- | ---- | ---- | ---- | ---- | ---- | ---- | ---- |
| 162  | 150  | 136  | 106  | 108  | 113  | 108  | 113  | 124  |

| 1962 | 1968 | 1975 | 1982 | 1990 | 1999 | 2006 | 2007 | 2012 |
| ---- | ---- | ---- | ---- | ---- | ---- | ---- | ---- | ---- |
| 96   | 95   | 77   | 108  | 198  | 286  | 356  | 366  | 456  |

| 2017 | 2022 | - | - | - | - | - | - | - |
| ---- | ---- | - | - | - | - | - | - | - |
| 499  | 532  | - | - | - | - | - | - | - |

#### Pyramide des âges
La population de la commune est relativement jeune. En 2019, le taux de personnes d'un âge inférieur à 30 ans s'élève à 41,4 %, soit un taux supérieur à la moyenne départementale (36,9 %). Le taux de personnes d'un âge supérieur à 60 ans (12,0 %) est inférieur au taux départemental (25,4 %).
En 2019, la commune comptait 249 hommes pour 253 femmes, soit un taux de 50,4 % de femmes, inférieur au taux départemental (51,07 %).
Les pyramides des âges de la commune et du département s'établissent comme suit :
| Hommes | Classe d’âge | Femmes |
| ------ | ------------ | ------ |
| 0,0    | 90 ou +      | 0,4    |
| 1,2    | 75-89 ans    | 0,8    |
| 12,8   | 60-74 ans    | 8,9    |
| 22,8   | 45-59 ans    | 20,1   |
| 26,6   | 30-44 ans    | 23,7   |
| 17,8   | 15-29 ans    | 19,1   |
| 18,7   | 0-14 ans     | 27,0   |

| Hommes | Classe d’âge | Femmes |
| ------ | ------------ | ------ |
| 0,7    | 90 ou +      | 1,7    |
| 7,1    | 75-89 ans    | 9,4    |
| 15,8   | 60-74 ans    | 17     |
| 19,4   | 45-59 ans    | 18,7   |
| 18,8   | 30-44 ans    | 18,3   |
| 19,3   | 15-29 ans    | 17,5   |
| 18,9   | 0-14 ans     | 17,4   |

### Vie associative
- ASNCC, club de football/tennis de table, et Amicale des Sauterelles[22].

## Économie

### Revenus et fiscalité
En 2020, le revenu fiscal médian par ménage à La Chenalotte était de 35 720 €.

## Culture locale et patrimoine

### Lieux et monuments
- L'église Saint-Claude possède une cloche du XVIIe siècle recensée dans la base Palissy[24].
- Fermes comtoises.
- Le monument aux morts (à proximité de l'église).

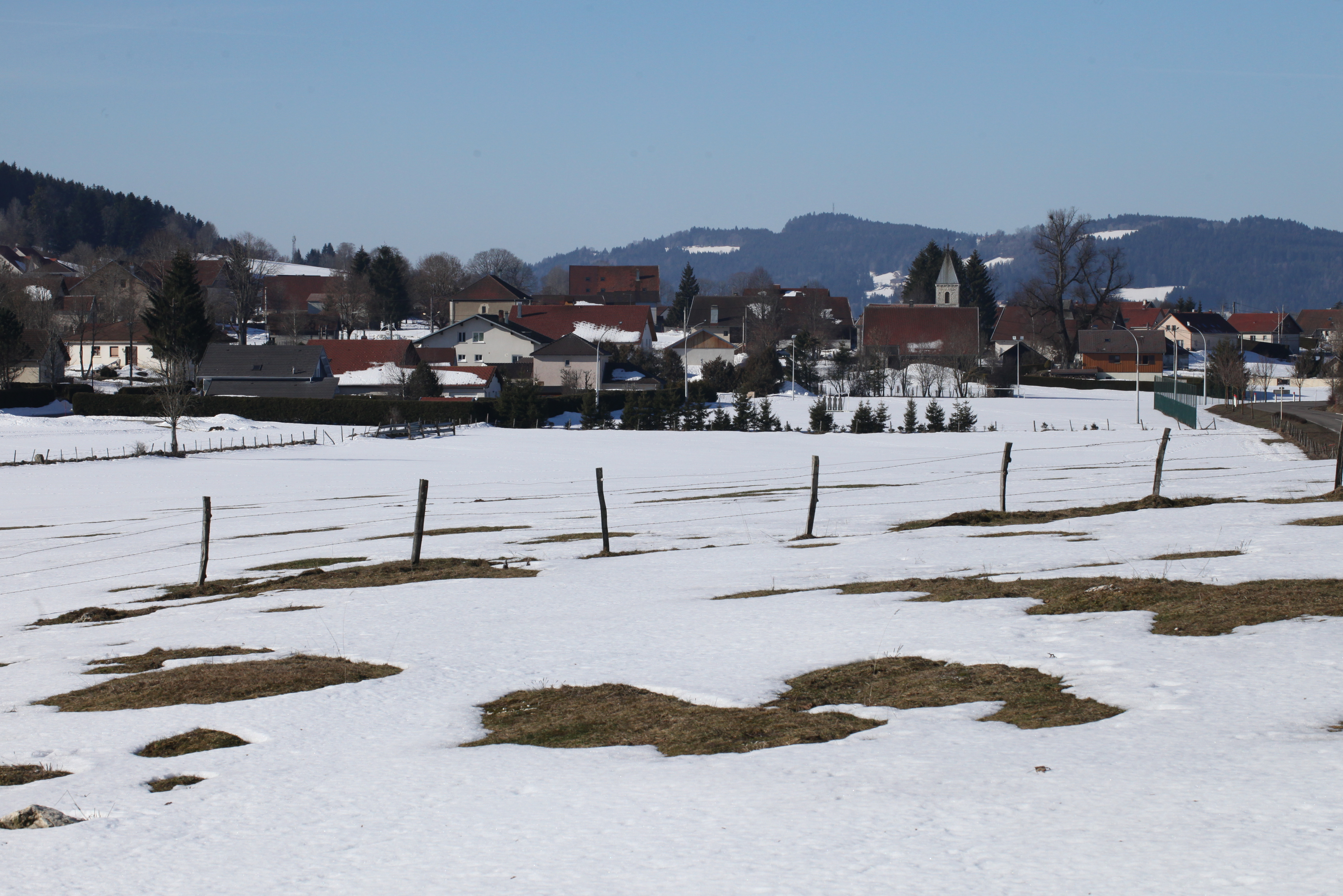
Vue en hiver.
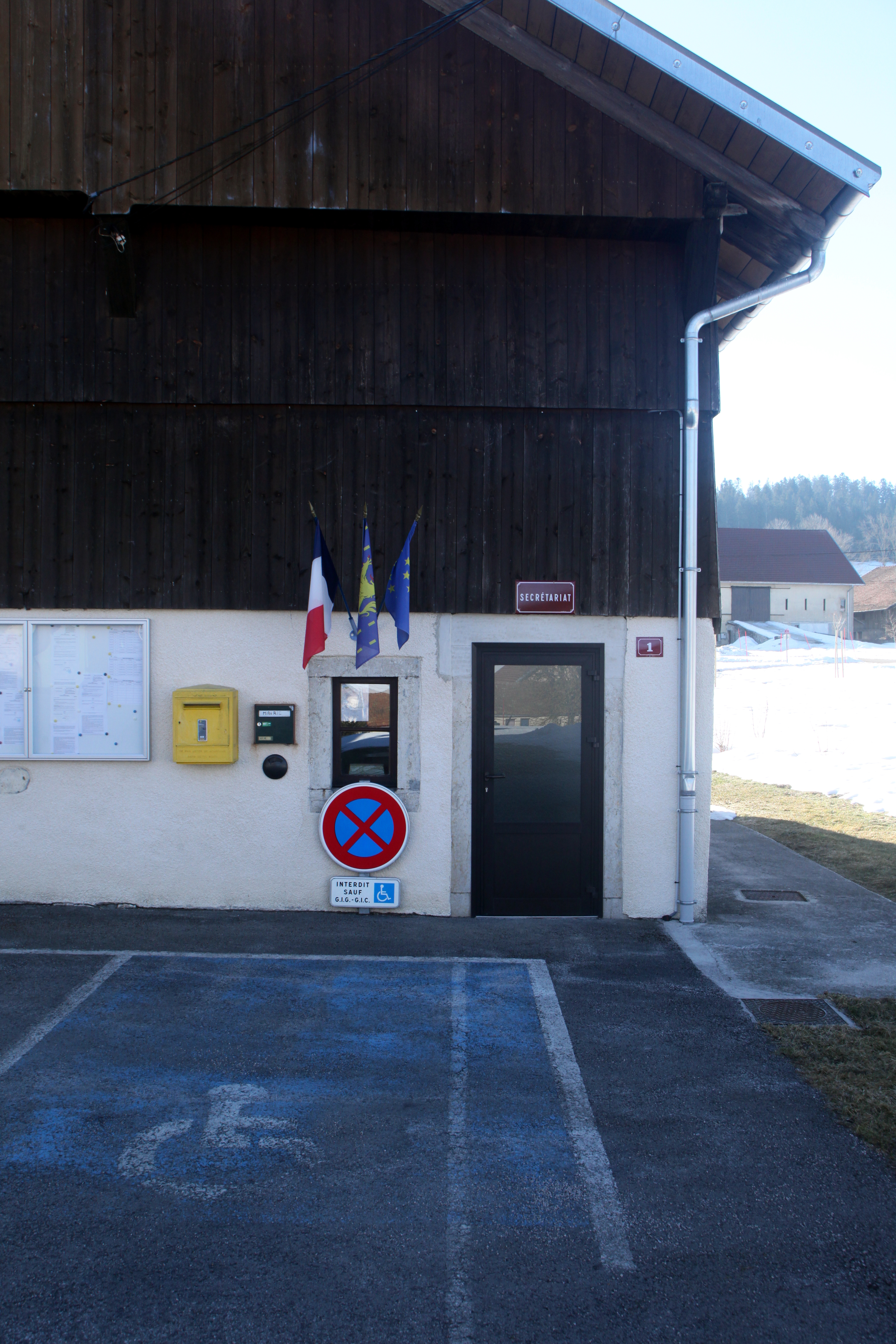
Mairie.
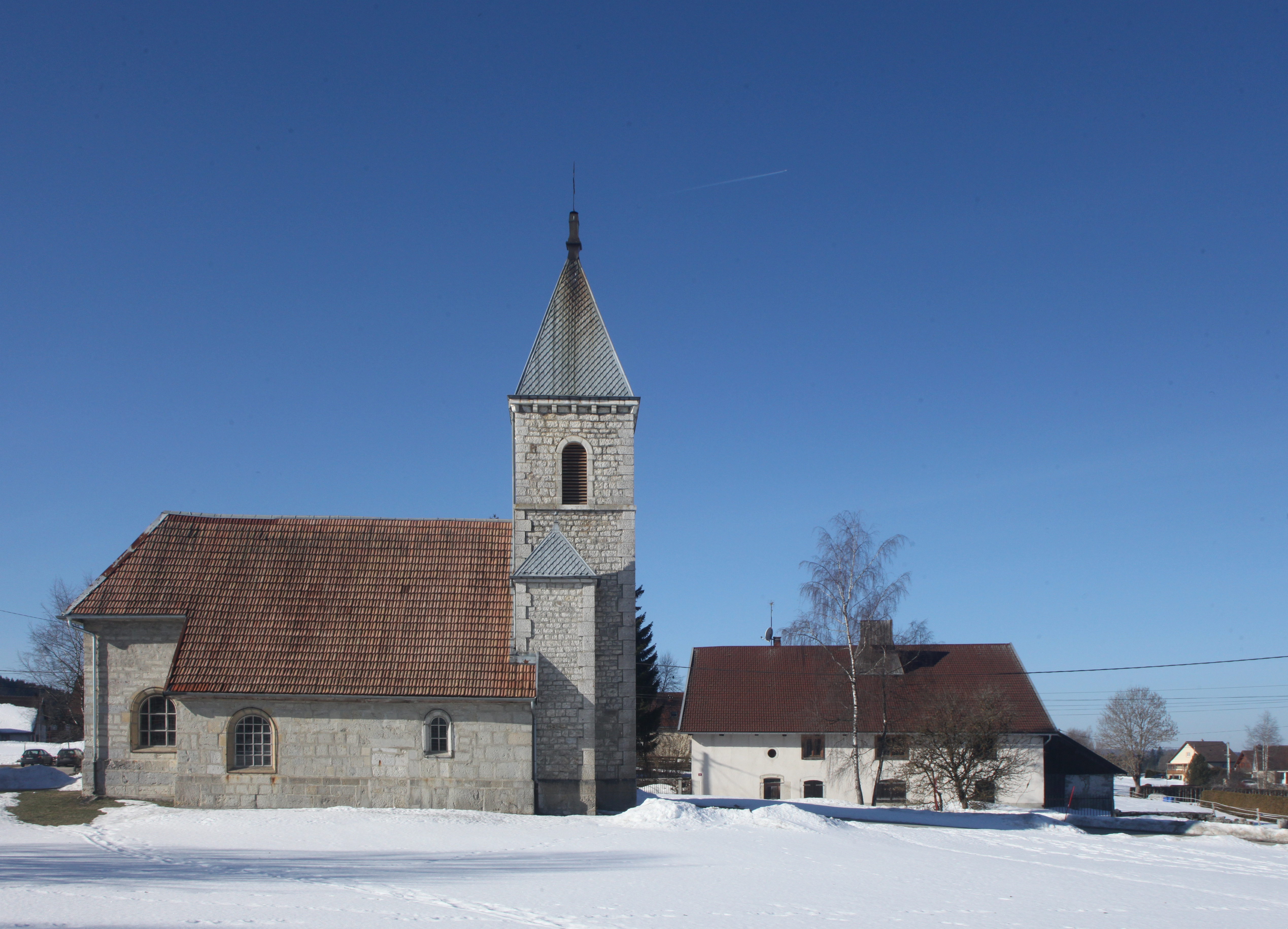
Eglise.
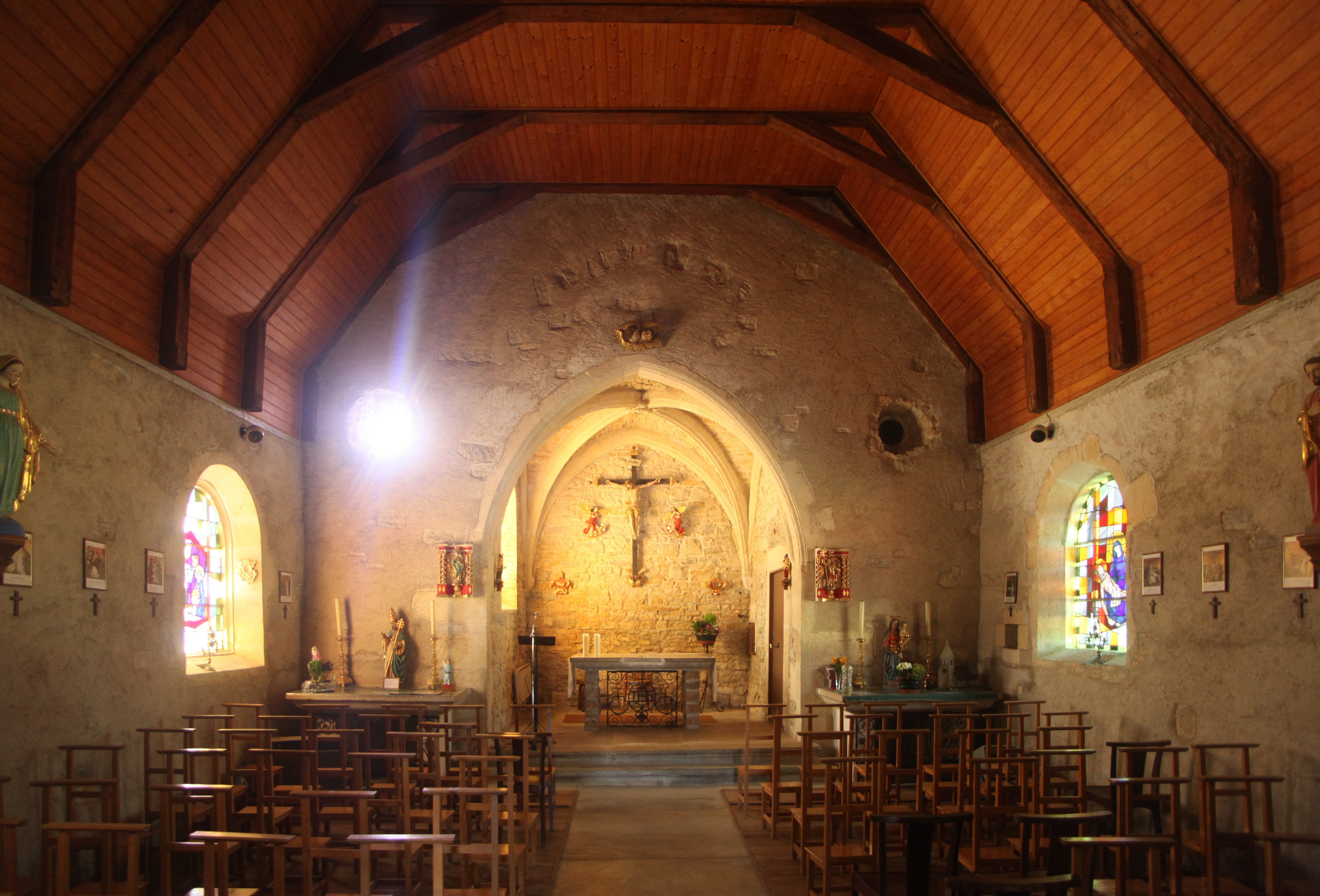
Intérieur de l'église.

### Personnalités liées à la commune
- Léonie Duquet (1916-1977), religieuse française, disparue pendant la dictature militaire en Argentine (1976-83).